# Sublevación del Callao
La sublevación o motín del Callao tuvo lugar el 5 de febrero de 1824 en la Fortaleza del Real Felipe en el Callao, durante las campañas de Simón Bolívar en la Independencia del Perú, cuando se sublevaron unidades chilenas, grancolombianas, peruanas y argentinas y se pasaron al bando español.
Salvo un escuadrón de jinetes de los Granaderos que no se pasó, el hecho significó la casi desaparición de las fuerzas llevadas al Perú por el general José de San Martín, por lo que el historiador argentino Bartolomé Mitre escribió: quedando así disuelto por el motín y la traición el memorable ejército de los Andes. El general Cirilo Correa asumió luego el comando de los restos de la División de los Andes de la expedición libertadora, reducida a oficiales sin unidades a su mando y un escuadrón del Regimiento de Granaderos a Caballo que combatió en las batallas de Junín y Ayacucho y quedó en la retaguardia en la Batalla de Corpahuaico, regresando sus hombres a Buenos Aires luego de la capitulación realista en Ayacucho. Tras el motín, las unidades chilenas quedaron disueltas por completo en el Perú. El 31 de enero de 1825 mientras aún se mantenía el sitio del Callao, el almirante Manuel Blanco Encalada negoció con el jefe realista Rodil la liberación de 16 oficiales chilenos quienes se encontraban prisioneros en las fortalezas desde el alzamiento de la guarnición.

## Antecedentes
Los fuertes del Callao se hallaban en poder de los independentistas desde el 21 de septiembre de 1821. Luego de la incursión de Lima llevada a cabo desde Jauja por el ejército realista de José de Canterac, el 18 de junio de 1823, las fuerzas que entraron en la ciudad se replegaron a los fuertes del Callao, en donde permanecieron sitiadas hasta el 16 de julio de 1823. Tras la retirada realista, el gobierno peruano con sus fuerzas militares abandonaron el Callao, quedando en la guarnición el Batallón Vargas de la Gran Colombia y unos 100 artilleros chilenos (al mando del coronel Juan Nepomuceno Morla), al mando del coronel Valdivieso. Para combatir a las guerrillas del Norte al mando de  José de la Riva Agüero, el 19 de diciembre de 1823 Simón Bolívar mandó salir del Callao al Batallón Vargas con destino a Cajamarca y lo hizo reemplazar por las fuerzas argentinas del Regimiento del Río de la Plata. Estas ingresaron en los fuertes luego de que desertaran muchos soldados en los 6 días que debieron acampar al aire libre hasta la llegada al Callao de la orden de Bolívar. El general Rudecindo Alvarado pasó a ser el gobernador de la plaza.
El Callao permaneció custodiado por unos 2.000 hombres pertenecientes al Regimiento de Infantería del Río de la Plata (al mando del coronel Ramón Estomba), al Batallón N° 11 de los Andes (ambos de las Provincias Unidas del Río de la Plata), al Batallón N° 4 de Chile, a la Brigada de Artillería de Chile y a la Brigada de Artillería Volante del Perú. Eran las unidades remanentes de la División de los Andes, entonces al mando del general Enrique Martínez, que habían subsistido a la batalla de Moquegua. Los 300 soldados chilenos llegados con el coronel José Santiago Aldunate al puerto de Santa se hallaban en el vecino pueblo de Bellavista. La División de los Andes constaba en total el 14 de enero de 1824 de 1.338 hombres.
Diego Barros Arana en su libro Historia general de Chile (pág. 246) menciona las fuerzas de la guarnición:

La guarnición del Callao era compuesta por cerca de 1.500 hombres. La principal fuerza de éstos (900 hombres) constituía el Regimiento del Río de la Plata, formado por la reunión de los antiguos batallones 7 y 8 del Ejército de los Andes, y por alguna recluta recogida entre los esclavos del Perú. Era compuesto casi exclusivamente de negros y mulatos, en su mayor parte libertos, y estaba mandado por el coronel argentino don Ramón Estomba. El resto de la guarnición era formada por el batallón núm. 11 de los Andes, muy reducido entonces, por pequeños piquetes de otros cuerpos, y por cien artilleros chilenos.

## Situación de las fuerzas del Callao
La época calamitosa para los auxiliares argentinos y chilenos empezó en setiembre de 1822 con la ausencia de nuestro general, y gravitando por diez y ocho meses sin intermision, solo cesó, para la mayor parte en febrero del año 24, por la sublevacion del Callao: para el escaso número de trece que regresamos á la patria, y de que hablaré mas adelante, en agosto; y para los últimos, como ser los restos del regimiento de Granaderos á Caballo y algunos generales y jefes sueltos, á la terminacion de la guerra por la batalla de Ayacucho: pues aunque en todo este lapso de tiempo ocurrieron cambios de personal en la administración (como fueron, en setiembre de 22, la Junta Gubernativa — en febrero 23, de la Presidencia del general Riva Agüero — en junio del mismo año, la presidencia del marqués de Torre Tagle — y en setiembre, la dictadura del Libertador Bolivar), mas ninguno nos fue propicio: todos nos fueron adversos: parecia que todos se proponian hostilizarnos y quien sabe si disolvernos: asi pues, esos restos de Moquehua que volvieron á Lima en febrero, esperanzados en la proteccion del gobierno, esa proteccion á que por lo menos es acreedor todo desgraciado como por acto de humanidad, cuando no fuera por el derecho que habian adquirido sus servicios y la sangre derramada por la independencia del Perú, no la alcanzaron: fueron desatendidos tan sagrados titulos: nos encontrábamos en el centro mismo de la opulenta capital de Lima, como en un desierto, rodeados de toda clase de privaciones y miserias: desnudos asi oficiales como soldados, por haberlo perdido todo en la campaña: sin auxilio de ningun género, porque desde que marchó el ejército á Intermedios, no se pagó sueldo alguno: pereciendo de hambre, porque los viveres que se daban eran de mala calidad, continuamente el arroz agorgojado, los porotos apolillados y el charque  corrompido: circunstancias todas, que, unidas á la indiferencia con que se mostraba la autoridad, no sólo produjeron la alteracion de la disciplina y la moral, sino que era consiguiente que la tropa cometiese desórdenes; (...) Autor: Tomas Heres

## Instigación de la sublevación

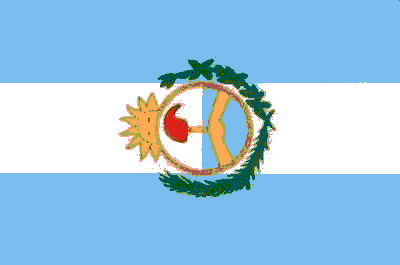
Bandera del Regimiento Río de la Plata, protagonista del motín del Callao.

El Perú independentista se hallaba dividido entre dos gobiernos paralelos en guerra entre sí: uno en Trujillo, al mando de José de la Riva Agüero, y el otro en Lima, al mando de José Bernardo de Tagle. Este último inició negociaciones con los realistas, enviando a Jauja a su ministro de guerra Juan de Berindoaga; públicamente se informó que esas negociaciones buscaban un armisticio, pero en secreto se trató de la entrega del sur peruano al virrey José de la Serna.[cita requerida]
En esos momentos ingresó al Perú el general Simón Bolívar con un gran ejército, por lo que el Congreso del gobierno del sur se apresuró a designarlo dictador; éste aceptó el cargo y sometió al gobierno de Riva Agüero en el norte. Perdidos sus empleos Tagle y Berindoaga, iniciaron intrigas para lograr la entrega del ejército del Sur a los realistas. Para ello ordenaron que el Regimiento de Granaderos a Caballo se dirigiera desde Cañete a Lima y que el coronel Nobajas, jefe del Regimiento Peruano, una vez estallada la sublevación, llevara su regimiento desde Chancay y Supe a Lima.
Entre los 30 prisioneros realistas del Callao se hallaba el coronel José María Casariego, en contacto con los jefes conspiradores; éste logró influir al sargento 1° Dámaso Moyano — mulato mendocino, hijo de esclavos, perteneciente al Regimiento de Granaderos — y al sargento Francisco Oliva, del Batallón N° 11. Estos sargentos instaron a otros sargentos y cabos de la guarnición a sublevarse con el objeto de reclamar la paga de un año que se les debía — 400.000 pesos — y que se les mejorara el suministro de alimentos (o rancho), el cual consistía en arroz podrido con charqui agusanado. Facilitó la disconformidad de la tropa el hecho de que el día anterior a la sublevación se le abonó la paga a jefes y oficiales sin nada para ellos, junto con el conocimiento de que las unidades serían trasladadas al norte del Perú para ponerse a disposición de Bolívar, contrariando su deseo de regresar a Chile y al Río de la Plata. Moyano y Oliva se cuidaron de no revelarles la verdadera intención de la sublevación: la entrega del Callao a los realistas.

## La sublevación
El día fijado para la sublevación, el 5 de febrero, Moyano y Oliva montaron las guardias en lugares estratégicos y por la mañana arrestaron a los oficiales que había en la guarnición y a los demás a medida que iban llegando al Callao desde el pueblo cercano, entre ellos al gobernador del Callao, general Rudecindo Alvarado, y el comandante general de Marina, general Pascual Bibero. El Estado Mayor de la División de Los Andes se hallaba establecido en Lima, por lo que los principales jefes pudieron evitar ser apresados por los sublevados. Moyano se autonombró "coronel Jefe del Regimiento y de la Plaza del Callao".
El 10 de febrero, asustados de la reacción patriota que los llevaría al cadalso y sin poder asegurar su autoridad, Oliva y Moyano liberaron y pasaron el mando a Casariego, consumando la traición. Casariego liberó a los prisioneros realistas de las casamatas del Callao y llevó a ellas a los oficiales arrestados custodiados por Oliva —a quien nombró coronel— con dos cañones de metralla y 100 hombres, y órdenes de ametrallar a los prisioneros si intentaban algo. Casariego había logrado convencer a Moyano (a quien nombró brigadier) que serían ejecutados si caían en manos patriotas; en cambio, si se pasaban a los realistas recibirían premios.
Luego ordenó el izamiento de la bandera española en los torreones de la Fortaleza del Real Felipe, el 18 de febrero, y el saludo correspondiente con salvas de artillería. Al constatar el engaño, algunos de los sublevados intentaron reaccionar pero fueron apresados y fusilados inmediatamente por Moyano, a quien Casariego nombró brigadier y Conde de los Castillos. Más tarde se le daría su nombre a una de las fortalezas de la plaza y a un buque corsario. Según la versión de Bartolomé Mitre, entre los fusilados que se negaron a gritar, ¡Viva el rey! se hallaba Antonio Ruiz, alias el Negro Falucho, un esclavo liberto del regimiento del Río de la Plata, quien tampoco quiso arriar la bandera argentina para ser reemplazada por la española, con estas palabras: "Malo será ser revolucionario, pero es peor ser traidor", siendo sus últimas palabras "¡Viva Buenos Aires!". La veracidad de esta anécdota es muy discutida y puesta en duda por varios historiadores.
Desde Lima se enviaron varios emisarios con promesas de indulto; entre ellos, estaba el general Mariano Necochea, los que fueron recibidos por Moyano sin conseguir que depusieran su actitud. Lo mismo relataba el ministro Bernardino Rivadavia al gobernador electo de Buenos Aires, Juan Gregorio de Las Heras:

"Dho. Sor. comunica desde Chile q.e el dia 5. de Feb.° ult.e se tuvo en Lima la noticia de haverse sublevado en la noche anterior la guarnicion de los Castillos del Callao conpuesta de toda la infant.a y artilleria de la div.n de los Andes. 115 hombres de Colombia, 200 artilleros de Chile, unos piquetes del Peru, y algunos lanceros q.e se hallaban en aquel punto para pasar a Truxillo. Como los sublebados daban por pretesto de su determinacion el hallarse enteramente inpagados y aun faltos de subsistencia, el Sor. Plenipot.° y algunos Gefes de la div.n hicieron de acuerdo con el Gov.e quantas tentativas estaban a sus alcances p.a restablecer el ofn y evitar las consequencias de este suceso, pero todo fue en bano pues los sublevados se pusieron baxo las orns. de un Cor.l español prisionero en casas matas; enarbolaron el estandarte enemigo y abrieron las hostilidades contra la Republica." Carta de Rivadavia al gobernador electo de Buenos Aires, Juan Gregorio de Las Heras, dando cuenta de los sucesos. 17 de abril de 1824.

Mariano Necochea se dirigió al gobierno de Lima el 22 de febrero expresando que junto al Regimiento Río de la Plata y al Batallón N° 11:

Comprendieron también en su crimen, aunque por la fuerza, a la artillería de Chile, a una compañía de Colombia i algunos husares del Perú que habían ido con el objeto de embarcarse para Trujillo, i dejaron presos a muchos oficiales peruanos que estaban allí con el mismo fin.

## Sublevación del Regimiento de Granaderos a Caballo
Producida la sublevación del Callao, el general Simón Bolívar consideró perdida esa guarnición y la ciudad de Lima, por lo que ordenó desde Pativilca al general Enrique Martínez que sacara de la ciudad el parque y todo lo que fuera útil al ejército. Para auxiliar en esa tarea ordenó al Regimiento de Granaderos a Caballo, que con una fuerza de casi 200 plazas se hallaba en Cañete observando a la división del brigadier José Ramón Rodil situada en Ica, que se replegara a Lima. Cuando el 14 de febrero una columna del regimiento al mando del teniente coronel José Félix Bogado se hallaba en marcha por la pampa de Lurín, se produjo el apresamiento de los oficiales por parte de un grupo de sublevados del propio regimiento. El sargento Orellano tomó el mando de la unidad, nombrando oficiales de entre los cabos y sargentos sublevados, continuando su marcha hacia el Callao.
Al observar Orellano la bandera española en el Callao, se dirigió a sus compañeros:

Que él [Orellano] si habia hecho revolucion, era para reclamar haberes atrasados y mejor tratamiento: mas como veia que las cosas habian cambiado sin su anuencia prévia, y cuando su persona habia contraido ya graves compromisos de que no podia retroceder sin peligro de su vida, no queria aumentarlos llevando contra su voluntad á los oficiales que le habian conducido por el camino de la gloria, y muchos de sus compañeros que no serian gustosos de echarse encima un nuevo compromiso: que en esta virtud, era de justicia poner en libertad á los jefes y oficiales que llevaban en arresto, y que inmediatamente se les devolviesen las armas y cuanto se les hubiera quitado, que respecto de la tropa, tampoco era su ánimo violentar la voluntad de ninguno: que el que voluntariamente quisiese seguir la suerte que á él le deparaba el destino desde aquel dia, que lo acompañase apartándose á un lado, y que los que no, fueran á unirse á sus antiguos jefes y oficiales.

Unos 100 hombres siguieron a Orellano hacia el Callao, atacando a algunos soldados en Bellavista para romper el cerco al Callao, mientras el resto, según Mitre unos 120 granaderos, siguieron a Bogado a Lima, en donde se hallaban las fuerzas al mando de Necochea continuando a sus órdenes hasta la batalla de Ayacucho.
Junto con otras unidades, entre ellas las chilenas de Aldunate, el remanente de los Granaderos a Caballo marchó a reunirse con las fuerzas de Simón Bolívar, quien los puso bajo las órdenes de Necochea, llegando a Huacho el 3 de marzo. El día 8 se hallaban en Supe esperando ser embarcados hacia Trujillo, pero el 14 pasaron a Huarmey. El día 18 Necochea embarcó hacia Trujillo a 40 granaderos, siguiendo por tierra los otros 70 hacia Casma al mando del comandante Bogado.
El 23 de marzo Bolívar designó a Necochea como comandante general de caballería del Ejército Unido Libertador del Perú, ordenándole:

Por ahora Ud. se ocupará de mejorar y organizar del modo mejor posible el regimiento de Granaderos de los Andes, que S.E. desea ver en el estado más brillante y prontos á marchar á campaña.

El 26 de marzo el piquete de Bogado llegó a Huarás, en donde Sucre los destinó a Yungay, marchando el día 30. El piquete embarcado hacia Trujillo quedó al mando del comandante Alejo Bruix, (el 11 de abril Bolívar lo nombró coronel, ad referendum del gobierno argentino) marchando el día 30 a Huamachuco.

## Evacuación de Lima
El vicealmirante Roberto Bisset con una falúa y tres botes logró incendiar y destruir la escuadra patriota que quedaba en manos realistas, compuesta por las fragatas Huayas y Rosa y 6 buques más.
Todo lo que pudo rescatar Necochea de los almacenes de Lima fue embarcado hacia Trujillo en el puerto de Chorrillo bajo la dirección del teniente coronel fray Luis Beltrán.
Necochea abandonó Lima el 27 de febrero con menos de 500 hombres dirigiéndose al norte con fuerzas de caballería: los granaderos a caballo remanentes de la sublevación, un escuadrón de lanceros del Perú (al mando del montevideano Casto José Navajas), y varios piquetes de caballería de Húsares y otros cuerpos. La fuerza siguió por Chancay, Huacho y Huaurá, alcanzando Supe 4 o 5 días después
El 16 de marzo en Supe se sublevaron los lanceros del Regimiento Peruano de la Guardia, al mando del coronel Navajas, siendo su segundo el comandante Juan Ezeta. Los 89 soldados y 11 oficiales regresaron a Lima para plegarse a los realistas, actuando de acuerdo a las órdenes que tenía encomendadas por Tagle, quien para entonces ya se había pasado abiertamente al bando realista. En la cuesta de Pasamayo el sargento Yepes y 26 hombres lograron separarse de la columna y unirse con los patriotas, luego de otras deserciones en Ancón, Navajas llegó al Callao con 60 hombres. Gamarra reunió a los dispersos y los remitió por mar a Huacho.
El comandante de Chancay José Caparroz, ex realista, se pronunció contra los patriotas el 6 de abril, siendo derrotado por el coronel Velazco el 11 de julio. Pero fuerzas realistas de Lima enviadas en auxilio de Caparroz derrotaron a Velazco en Copacabana al día siguiente.
Otros pronunciamientos y deserciones ocurrieron en favor de los realistas, el 21 de abril el comandante Aldao desertó con su guerrilla y en Pataz fue reprimida una sublevación.
El general Bolívar encomendó al coronel argentino Félix Olazábal la misión de parlamentar con los sublevados, pero éstos lo tomaron prisionero y posteriormente lo liberaron.

## Ocupación realista de Lima
Una vez que triunfó la sublevación, el brigadier realista José Ramón Rodil envió desde Pisco al comandante Isidro Alaix quien a bordo de una lancha logró burlar el bloqueo de la escuadra patriota y desembarcar en el Callao para hacerse cargo de la plaza. Al tener conocimiento de los hechos el mariscal José de Canterac envió desde Jauja una fuerte división de su ejército al mando del general Juan Antonio Monet, compuesta de los batallones de infantería Cantabria, 1.º y 2.º del Real Infante Don Carlos, 1.º del Imperial Alejandro, el regimiento de caballería Dragones de la Unión y tres piezas de artillería con sus respectivos servidores. El 27 de febrero esta fuerza se reunió en Lurín con el batallón Arequipa y los Dragones de San Carlos que mandaba el brigadier Rodil y sumando juntas unos 3.500 hombres convergieron a la capital, luego de vencer la resistencia de las montoneras del coronel Alejandro Huavique en Condevilla, entrando en el Callao el día 29 de febrero. Dejó allí al mando al brigadier Rodil desde el 1 de marzo y al brigadier Mateo Ramírez al mando de Lima, ciudad que mantuvieron hasta el 5 de diciembre. El virrey nombró a Rodil Gobernador de los Castillos y Comandante General de la Provincia de Lima. Tagle se unió luego a ellos, muriendo después durante el sitio del Callao, lo siguieron el vicepresidente Diego Aliaga y el presidente del Congreso peruano José María Galdiano. Monet proclamó un indulto general que posibilitó que muchos peruanos de Lima se sumaran a su causa, reclutando 900 soldados cívicos en la capital.

El ejército realista, habiendo acampado a una legua de Lima en la noche del 29 de febrero, ingresó alrededor de las 12 horas el primero de marzo. Consistía en aproximadamente 3.000 hombres y estaba compuesto de cuatro regimientos de infantería y alrededor de 500 soldados de caballería. Marcharon en buen orden a través de las calles y parecían estar muy bien disciplinados, su vestimenta y equipamiento, particularmente el de la caballería, eran superiores al de los patriotas. Tres batallones de la infantería estaban formados casi completamente por indios que apenas sobrepasaban los cinco pies de altura, excepto las compañías de granaderos que estaban compuestas de inusuales hombres altos con largas barbas. Los oficiales no me parecieron en absoluto mejores que aquellos de los patriotas. El cuarto batallón, llamado el batallón de Arequipa, estaba compuesto de negros. La caballería se componía principalmente de españoles con largas casacas amarillas y vueltas azules. Un considerable número de personas se había reunido en las calles para presenciar la llegada de las tropas, pero un silencio de muerte prevaleció, sin manifestarse bienvenida ni disgusto. Cuando algún individuo en el grupo reconocía a un amigo particular se limitaba a estrecharle la mano en silencio. Los realistas pasaron por la ciudad directamente al Callao, sin hacer alto, y su llegada a las fortalezas se anunció por la tarde con una ruidosa salva de artillería. Por pedido urgente de los habitantes de Lima, se dejaron 200 hombres en la ciudad para servir como policia. Relato del viajero inglés Robert Proctor

El 8 de marzo la división de Monet abandonó Lima llevando consigo a 160 oficiales patriotas prisioneros tomados en el Callao, los cuales fueron posteriormente despachados a la isla de Los Prisioneros en el lago Titicaca, fusilando Monet el 21 de marzo a los oficiales Juan Antonio Prudán y Domingo Millán, sorteados para morir luego de un intento de fuga en Matucana. Los soldados pasados del Regimiento de Granaderos a Caballo fueron incorporados a la caballería realista que mandaba el brigadier Ramón Gómez de Bedoya.
La guarnición al mando de Rodil, formada por los batallones Arequipa, 2.º del Real Infante y Rio de la Plata, este último marchó hacía Arequipa, mientras la guarnición se sostuvo en las fortalezas hasta la capitulación del 23 de enero de 1826, de los 2800 hombres con los que contaba al inicio, le quedaban 376 en estado de manejar un arma. 
Los sublevados que fueron apresados durante el resto de la guerra, fueron fusilados a medida en que se los capturaba. 

## Regreso de los Granaderos a Buenos Aires
En marzo de 1824 llegaron a Trujillo los oficiales del Ejército de los Andes que habían quedado sin fuerzas a su mando luego de la sublevación, presentándose al Estado Mayor Libertador del ejército de Bolívar, siendo distribuidos en varios cuerpos.
El 13 de febrero de 1825 regresó a Buenos Aires el escuadrón de Granaderos a Caballo con 10 jefes, 32 sargentos y cabos y 44 soldados al mando del coronel Bogado, junto con ellos llegaron los sargentos Francisco Molina, Matías Muñoz y José Manuel Castro, quienes fueron juzgados en consejo de guerra el 2 de noviembre y ahorcados en la Plaza del Retiro  el 25 de noviembre de 1826.

## Destino del regimiento del Río de la Plata tras Ayacucho
El regimiento del Río de la Plata, creado en el Perú con la fusión de los batallones N.º 7 y N.º 8 de los Andes, tras la sublevación y entrega del castillo del Callao, y su pase al bando español, pasó a llamarse regimiento de la Lealtad. El cuerpo calificado de poco disciplinado, según el comandante Pío Tristán, fue destinado como guarnición de la ciudad de Arequipa, donde fue renombrado como regimiento de Infantería Real Felipe, en memoria del castillo principal de la plaza, contando con unos 500 soldados de castas de color. El regimiento de Infantería Real Felipe se rinde sin combatir tras adherirse a la capitulación de Ayacucho y se disuelve. La recluta, formada  de 285 hombres, se desbanda y el cuadro restante de veteranos, muchos de los comprometidos con la traición, serán embarcados con destino a la isla de Chiloé.
El 5 de febrero de 1825 arribaron al puerto de San Carlos en Chiloé la fragata mercante Trinidad y la goleta o balandra Real Felipe, llevando la noticia de la capitulación de Ayacucho, y transportando los individuos sublevados del Callao que no habían querido permanecer en el Perú, temerosos del castigo al que los hacía merecedores su traición, y que fueron puestos a salvo al ser embarcados desde la caleta de Quilca, el puerto de Arequipa. Los buques llevan también la comunicación de José Ramón Rodil y Campillo al gobernador de Chiloé Antonio de Quintanilla de defender los últimos bastiones españoles que restaban en el Pacífico. El caudillo del motín, Dámaso Moyano, era una persona de raza negra que había nacido en Mendoza en 1796, hijo de esclavos, fue reclutado como soldado de tropa de esclavos y libertos en el regimiento Cazadores de los Andes, siguió las campañas del ejército de los Andes y terminó su carrera en el regimiento Río de la Plata, y tras la capitulación de Ayacucho, embarcó desde el puerto de Quilca para España, allí fue reconocido su grado de Coronel, y por antigüedad ascendió a Brigadier de los Reales Ejércitos, murió como hombre libre y militar español en Madrid en 1840.